# Frédérique Courtadon
Frédérique Courtadon née le 20 octobre 1970 à Clermont-Ferrand est une animatrice de télévision et de radio. Elle s'est fait connaître en présentant diverses émissions sur des chaînes de télévisions belges et françaises.

## Biographie

### Enfance et formations
Après avoir obtenu le baccalauréat, elle suit des cours d'anglais et de théorie des arts du spectacle à la Sorbonne Nouvelle, puis de japonais à l'Institut des Langues et Civilisations Orientales.  
Elle suit également les cours de théâtre du Studio Pygmalion.

### Carrière
Une fois ses études terminées elle devient mannequin chez Calvin Klein. 

#### En Belgique
Alors qu'elle organise un casting pour la RTBF, en tant que  responsable de production, elle est repérée par la chaine qui lui confie l'animation du magazine financier Question d'Argent qu'elle incarnera pendant 8 ans. 
D'autre part elle présente Le Moment de vérité, un grand jeu des familles diffusé sur la même chaîne. Puis Télécinéma, émission de critiques cinématographiques encore sur la RTBF. Elle animera également le passage à l'an 2000, avant de présenter l'émission Rien de personnel, un talk-show hebdomadaire éphémère diffusé sur RTL-TVI. 
Elle est consacrée animatrice préférée des Belges en 2000.

#### En France
Frédérique arrive en France en juin 2003 sur M6 avec Docs de Choc. En octobre de la même année, M6 lui confie Affaires de Famille (devenu ensuite Quelle famille !) qu'elle anime durant 3 saisons. En avril 2004, elle présente Les Colocataires, une variante de Big Brother Au début de 2007, elle quitte M6.
On la retrouve[style à revoir] sur France 3 pour présenter un prime : Le Temps des yé-yé. Puis en mars 2007, Frédérique Courtadon remplace Sophie Davant à la présentation de l'émission Le Supermarché sur Discovery Channel. Par ailleurs, elle anime chaque fin de samedi après-midi, sur France 2 Vive le samedi, un programme court enchaînant les émissions et séries de la fin de l'après-midi.
Durant la saison 2007/2008, elle anime l'émission Madame, Monsieur, bonsoir le jeu sur France 5 en compagnie de Hervé Chabalier. 
D'octobre 2009 à novembre 2010 elle écrit et présente une chronique hebdomadaire intitulée Le Billet d'humeur de Fred Courtadon sur Goom Radio/Planète People
Depuis 2013, sur la chaîne Campagnes TV elle présente l'émission Du champ au fourneau et  le Mag des campagnes[source secondaire souhaitée].
En avril 2013, elle revient sur France 3 pour présenter une collection de six émissions de type documentaire du réel, intitulée Le Chœur du village tournée en 2012.
Depuis septembre 2014, elle co-anime avec Serge Hefez « Bien dans ma tête » sur la chaine MCS - Bien-être. Avec Eloïse Bruzat, elle présente Ensemble c'est mieux ! pour France 3 Centre-Val de Loire.
Elle est une voix off de certains programmes de France 2 2006-2023,.